# Ivry-sur-le-Lac
Ivry-sur-le-Lac är en kommun i provinsen Québec i Kanada. Den ligger i regionen Laurentides, i den sydöstra delen av landet, 130 km nordost om huvudstaden Ottawa.